# Eleonora Goldoni
Eleonora Maria Goldoni (Finale Emilia, 16 febbraio 1996) è una calciatrice italiana, centrocampista della Lazio.

## Biografia
Nasce a Finale Emilia, in provincia di Modena, per poi crescere con la famiglia a Ferrara. Fin da piccola dimostra una propensione per lo sport interessandosi a varie discipline prima di decidere di giocare a calcio. Frequenta inoltre l'accademia d'arte di Progetto Amore dove affina le sue doti artistiche studiando canto, danza e recitazione.
Si è impegnata in diverse attività a scopo benefico, fra cui un torneo quadrangolare organizzato nel dicembre del 2022, il cui ricavo è stato devoluto in favore delle persone coinvolte nell'alluvione delle Marche di alcuni mesi prima.
Nella stagione 2024-2025, ha vinto il premio eBay Values Award della FIGC, insieme a Cecilia Salvai e Valeria Monterubbiano, per le proprie attività fuori dal campo.

## Caratteristiche tecniche
Gioca principalmente come centravanti ma può svariare su tutto il fronte offensivo.

## Carriera

### Club
All'età di sette anni inizia a giocare a calcio con il Finale Emilia, società del comune di residenza, nelle formazioni miste giovanili fino alla categoria Allievi. Raggiunti i limiti d'età per giocare con i maschi, nel 2009 decide di tesserarsi con il New Team Ferrara per giocare in una formazione interamente femminile.
Nella stagione 2012-2013 vince il campionato di Serie C, il titolo di capocannoniere (22 gol), la Coppa e la Supercoppa regionale. L'anno seguente disputa la Serie B, riconfermandosi capocannoniere della squadra con 25 reti. Al termine della stagione successiva decide di trasferirsi negli Stati Uniti d'America per approfondire i propri studi.
Iscritta a Nutrizione clinica alla East Tennessee State University, entra a far parte della formazione di calcio universitario femminile che compete nella Division I - Southern Conferenced della National Collegiate Athletic Association (NCAA). In tale competizione, con 36 gol, stabilisce il record di marcature segnate in una stagione.
Dopo quattro anni torna in Italia e, il 29 luglio 2019, si trasferisce nella squadra femminile dell'Inter, neopromossa in Serie A. Con le nerazzurre disputa solo 7 presenze totali. Rimasta svincolata, l'11 luglio 2020, viene ingaggiata dal Napoli, tornato in massima serie dopo la vittoria del campionato cadetto. Il 7 novembre seguente segna, su rigore, la sua prima rete in Serie A, nella partita persa per 1-2 contro il Milan.
Rimane legata alla società partenopea per due stagioni, nella prima contribuendo nella salvezza della sua squadra all'ultima giornata con due punti di vantaggio sul retrocesso San Marino, cosa non riuscita nella successiva, totalizzando complessivamente 34 presenze in campionato e realizzando 7 reti.
Il 5 luglio 2022, viene annunciato il suo trasferimento al Sassuolo, sempre in Serie A.
Il 9 agosto 2023, Goldoni passa a titolo definitivo alla Lazio, con cui vince il campionato di Serie B. Nel 2023/24 torna quindi a giocare in A, con la Lazio.

### Nazionale

#### Nazionali giovanili
Nell'estate del 2012 viene convocata dal CT Enrico Sbardella nella nazionale U-17 per le qualificazioni al Campionato europeo 2013 di categoria. In maglia azzurra fa il suo esordio il 10 settembre, a Belfast, nella partita vinta contro l'Israele per 5 a 0.
Nel 2013 viene selezionata per rappresentare l'Italia nella formazione Under-19 alle qualificazioni per l'Europeo 2014 di categoria. Il debutto avviene il 21 settembre, in occasione della partita giocata contro le pari età della nazionale slovena e pareggiata dalle Azzurrine per 2-2.. Nel 2014 viene nuovamente convocata nell'Under-19 per giocare le fasi preliminari delle qualificazioni per l'Europeo d'Israele 2015, dove l'Italia è inserita nel Gruppo 4 con Galles, Kazakistan e Turchia. Il suo primo gol con l'Under-19 lo realizza nella partita del 15 settembre, la seconda del girone, dove all'80' insacca il gol del parziale 7-0 nei confronti delle kazake. Il percorso della sua nazionale si interrompe però alla fase élite, non riuscendo a esprimere risultato migliore della Norvegia che accede alla fase finale come migliore seconda classificata nei gironi.

#### Nazionale maggiore
Nel 2018 il commissario tecnico della nazionale maggiore Milena Bertolini la convoca in occasione dell'incontro amichevole con la Francia del 20 gennaio, terminato in parità sull'1-1. Goldoni, rimasta in panchina, per il debutto deve aspettare la partita vinta 3-1 con la Moldavia del 6 aprile, incontro valido per le qualificazioni al Mondiale di Francia 2019, scendendo in campo quell'occasione fin dal primo minuto. Bertolini la impiega nuovamente nell'incontro del 4 settembre 2018 perso 2-1 con il Belgio, rilevando Valentina Cernoia al 63º minuto.
È stata inserita poi nella lista delle convocate della nazionale universitaria femminile per le Universiadi 2019 a Napoli, con la quale ha accumulato 3 gol in 4 presenze.
Il 25 ottobre 2024, colleziona la sua prima presenza in maglia azzurra dopo sei anni, subentrando nel corso dell'amichevole contro Malta, vinta per 5-0.

## Statistiche

### Presenze e reti nei club
Statistiche aggiornate al 3 maggio 2025.
| Stagione                | Squadra                 | Campionato              | Campionato | Campionato | Coppe nazionali | Coppe nazionali | Coppe nazionali | Coppe continentali | Coppe continentali | Coppe continentali | Altre coppe | Altre coppe | Altre coppe | Totale | Totale |
| Stagione                | Squadra                 | Comp                    | Pres       | Reti       | Comp            | Pres            | Reti            | Comp               | Pres               | Reti               | Comp        | Pres        | Reti        | Pres   | Reti   |
| ----------------------- | ----------------------- | ----------------------- | ---------- | ---------- | --------------- | --------------- | --------------- | ------------------ | ------------------ | ------------------ | ----------- | ----------- | ----------- | ------ | ------ |
| 2012-2013               | New Team Ferrara        | C                       | 26         | 22         | CR              | 5               | 2               | -                  | -                  | -                  | SR          | 1           | 0           | 32     | 24     |
| 2013-2014               | New Team Ferrara        | B                       | 24         | 25         | CI              | 2               | 0               | -                  | -                  | -                  | -           | -           | -           | 26     | 25     |
| 2014-2015               | New Team Ferrara        | B                       | 25         | 7          | CI              | 2               | 0               | -                  | -                  | -                  | -           | -           | -           | 27     | 7      |
| Totale New Team Ferrara | Totale New Team Ferrara | Totale New Team Ferrara | 75         | 54         |                 | 9               | 2               |                    | -                  | -                  |             | 1           | 0           | 85     | 56     |
| 2019-2020               | Inter                   | A                       | 7          | 0          | CI              | 1               | 0               | -                  | -                  | -                  | -           | -           | -           | 8      | 0      |
| 2020-2021               | Napoli                  | A                       | 15         | 2          | CI              | 1               | 1               | -                  | -                  | -                  | -           | -           | -           | 16     | 3      |
| 2021-2022               | Napoli                  | A                       | 19         | 5          | CI              | 1               | 1               | -                  | -                  | -                  | -           | -           | -           | 20     | 6      |
| Totale Napoli           | Totale Napoli           | Totale Napoli           | 34         | 7          |                 | 2               | 2               |                    | -                  | -                  |             | -           | -           | 36     | 9      |
| 2022-2023               | Sassuolo                | A                       | 15         | 2          | CI              | 1               | 0               |                    | -                  | -                  |             | -           | -           | 16     | 2      |
| 2023-2024               | Lazio                   | B                       | 21         | 7          | CI              | 1               | 0               |                    | -                  | -                  |             | -           | -           | 22     | 7      |
| 2024-2025               | Lazio                   | A                       | 24         | 7          | CI              | 3               | 0               |                    | -                  | -                  |             | -           | -           | 27     | 7      |
| Totale Lazio            | Totale Lazio            | Totale Lazio            | 45         | 14         |                 | 4               | 0               |                    | -                  | -                  |             | -           | -           | 49     | 14     |
| Totale carriera         | Totale carriera         | Totale carriera         | 176        | 75         |                 | 17              | 4               |                    | -                  | -                  |             | 1           | 0           | 194    | 79     |

### Cronologia presenze e reti in nazionale
| Cronologia completa delle presenze e delle reti in nazionale ― Italia | Cronologia completa delle presenze e delle reti in nazionale ― Italia | Cronologia completa delle presenze e delle reti in nazionale ― Italia | Cronologia completa delle presenze e delle reti in nazionale ― Italia | Cronologia completa delle presenze e delle reti in nazionale ― Italia | Cronologia completa delle presenze e delle reti in nazionale ― Italia | Cronologia completa delle presenze e delle reti in nazionale ― Italia | Cronologia completa delle presenze e delle reti in nazionale ― Italia |
| Data                                                                  | Città                                                                 | In casa                                                               | Risultato                                                             | Ospiti                                                                | Competizione                                                          | Reti                                                                  | Note                                                                  |
| --------------------------------------------------------------------- | --------------------------------------------------------------------- | --------------------------------------------------------------------- | --------------------------------------------------------------------- | --------------------------------------------------------------------- | --------------------------------------------------------------------- | --------------------------------------------------------------------- | --------------------------------------------------------------------- |
| 28-2-2018                                                             | Larnaca                                                               | Italia                                                                | 3 – 0                                                                 | Svizzera                                                              | Cyprus Cup 2018 - 1º turno                                            | -                                                                     | 89’                                                                   |
| 2-3-2018                                                              | Larnaca                                                               | Italia                                                                | 3 – 0                                                                 | Galles                                                                | Cyprus Cup 2018 - 1º turno                                            | -                                                                     | 69’                                                                   |
| 5-3-2018                                                              | Larnaca                                                               | Italia                                                                | 2 – 2                                                                 | Finlandia                                                             | Cyprus Cup 2018 - 1º turno                                            | -                                                                     |                                                                       |
| 7-3-2018                                                              | Larnaca                                                               | Spagna                                                                | 2 – 0                                                                 | Italia                                                                | Cyprus Cup 2018 - Finale                                              | -                                                                     | 82’                                                                   |
| 6-4-2018                                                              | Chișinău                                                              | Moldavia                                                              | 1 – 3                                                                 | Italia                                                                | Qual. Mondiali 2019                                                   | -                                                                     |                                                                       |
| 4-9-2018                                                              | Lovanio                                                               | Belgio                                                                | 2 – 1                                                                 | Italia                                                                | Qual. Mondiali 2019                                                   | -                                                                     | 63’                                                                   |
| 25-10-2024                                                            | Roma                                                                  | Italia                                                                | 5 – 0                                                                 | Malta                                                                 | Amichevole                                                            | -                                                                     | 72’                                                                   |
| Totale                                                                |                                                                       | Presenze                                                              | 7                                                                     |                                                                       | Reti                                                                  | 0                                                                     |                                                                       |

## Palmarès

### Club
- Campionato italiano di Serie B: 1

Lazio: 2023-2024

## Opere
- Preferisco i tacchetti, Milano, Mondadori, 2020, ISBN 9788891829559.